# INARA
INARA (Abkürzung für International Network for Aid, Relief and Assistance) ist eine humanitäre, non-profit, gemeinnützige Hilfsorganisation, welche sich um die medizinischen Bedürfnisse verwundeter Kinder in Kriegszonen kümmert. 2018 kümmert sich die Organisation um Kinder aus Syrien. Die Organisation wurde mitbegründet durch die CNN Senior International Korrespondentin Arwa Damon im Jahr 2015 in Beirut, Libanon. INARA bietet den teilweise sehr schwer verletzten oder kranken Kindern die Lebensqualität verbessernde medizinische Behandlungen, welche ihnen auf Grund von Kriegswirren sonst unzugänglich wären. INARA greift dann ein, wenn eine Lücke zwischen existierenden Institutionen oder non-profit Organisationen entsteht, im Notfall auch finanziell. Die Organisation bietet Unterstützung vom Anfang bis zum Ende, inklusive eventueller notwendiger Rehabilitationsmaßnahmen, der medizinischen Betreuung. Bis zum August 2018 war es INARA möglich, über 150 Flüchtlingskindern zu helfen.
Derzeitige (August 2018) Vorstandsmitglieder sind:
- Arwa Damon – President & Co-founder
- Luna Madi – Vice President & Co-founder
- Dr. Ghassan Abu Sittah
- Keely Quinn
- Amanda Seyfried
- Thomas Sadoski

Die folgenden Organisationen finanzieren INARA:
- The ASFARI Foundation
- The Secular Society
- The Ohrstrom Foundation
- UNICEF[3]
- World of Children
- The Kathryn B. McQuade Foundation[2]